# Penelopina nigra
La pava pajuil (Penelopina nigra), también conocida como pava paujil, chachalaca negra, guaco, pasha, cayaya, pachita, guan negro, pajuil, pava negra, pavilla negra y  rompegéneros, es una especie de ave galliforme de la familia Cracidae que se encuentra en los bosques húmedos montanos en Nicaragua, El Salvador, Honduras, Guatemala y sur de México, entre los 500 y los 2.500 m s. n. m. No se reconocen subespecies.

## Características
Mide entre 59 y 65 cm de longitud. Se caracteriza por el dimorfismo sexual. El plumaje de los machos es negro y brillante en el dorso y las alas y pardo obscuro en el vientre; en tanto, el de las hembras es castaño barreteado de negro, con la cola más obscura y con barras negras. El pico y garganta son de color rojo.